# Rosemonde Gérard

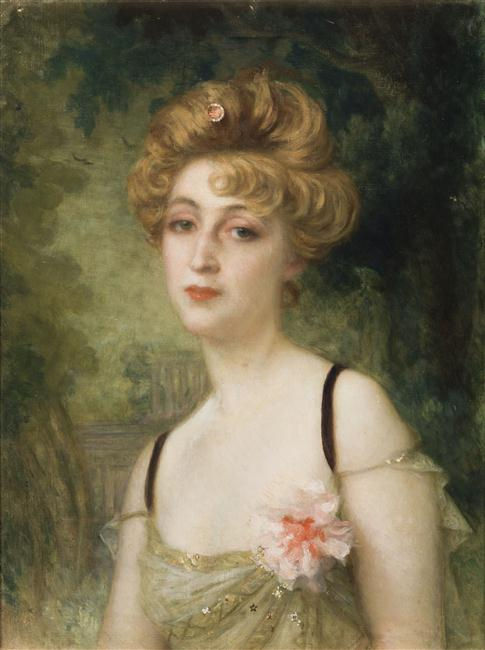
Porträt der Rosemonde Gérard von Ernest Hébert

Louise-Rose-Étiennette Gérard, bekannt als Rosemonde Gérard (* 5. April 1866 in Paris; † 8. Juli 1953), war eine französische Dichterin und Theaterautorin.
Sie war die Enkelin des napoleonischen Marschalls Étienne Maurice Gérard, von dessen Ehefrau Rosemonde de Valence, ihrer Großmutter, sie ihren Vornamen Rosemonde in ihrem Künstlernamen nahm. In der Familie wurde sie Dodette genannt. Da sie früh verwaiste, übernahmen ihr Pate Leconte de Lisle und Alexandre Dumas der Jüngere als Conseil de Famille (Familienrat) ihre Erziehung. 1890 heiratete sie den Schriftsteller Edmond Rostand. Ab etwa 1900 lebte sie mit ihm in Cambo-les-Bains in den Pyrenäen nahe der Atlantikküste.
Heute ist sie vor allem für ihr Gedicht L’éternelle chanson (aus dem Gedichtband Les Pipeaux, Die Rohrpfeifen, 1890) bekannt, die als populäre Umschreibung immerwährender Liebe Anfang des 20. Jahrhunderts bekannt wurde, mit den Zeilen:
Car, vois-tu, chaque jour je t’aime davantage,

Aujourd’hui plus qu’hier et bien moins que demain.
(Übersetzung: Denn, siehst du, jeden Tag liebe ich dich mehr, heute mehr als gestern und weniger als morgen.)
Der Text wurde unter anderem als Chanson von Emmanuel Chabrier vertont. Der Juwelier aus Lyon Alphonse Augis benutzte die Zeilen als Inschrift eines Medaillons.
Mit ihrem Mann schrieb sie das Theaterstück Un bon petit diable (Ein guter kleiner Teufel, 1913), das mit Mary Pickford 1914 verfilmt wurde. Sie trat auch selbst gelegentlich im Theater auf (so in Cyrano de Bergerac von ihrem Mann Rostand als Roxane neben Sarah Bernhardt als Cyrano), schrieb eine komische Oper La Marchande d’allumettes (Der Streichholzverkäufer) mit ihrem Sohn Maurice Rostand (Musik Tiarko Richepin, 1914) und unter anderem einen Roman  La Vie amoureuse de Madame de Genlis (die auch zu ihren Vorfahren zählte).
Ihr Sohn Jean Rostand war Biologe und Schriftsteller.
Sie liegt auf dem Friedhof Passy neben ihrem Sohn Maurice (1891–1968) begraben, der ein bekannter Theaterautor war (unter anderem über den Prozess von Oscar Wilde).